# Hydrovatus bonvouloiri
Hydrovatus bonvouloiri är en skalbaggsart som beskrevs av Sharp 1882. Hydrovatus bonvouloiri ingår i släktet Hydrovatus och familjen dykare. Inga underarter finns listade i Catalogue of Life.